# 3 Fonteinen
3 Fonteinen is een Belgische geuzestekerij en lambiekbrouwerij te Beersel in de provincie Vlaams-Brabant.

## Geschiedenis
In 1882 werd de herberg annex geuzestekerij te Beersel gebouwd door Jacobus Vanderlinden. De naam 3 Fonteinen verwijst vermoedelijk naar de drie porseleinen handpompen die de bieren lambiek, faro en kriek lieten stromen.
Zoon Jan-Baptist zette de zaak van zijn ouders voort. Jan-Baptist, beter gekend als Tisjeke Potter mengde zich vanaf 1947 in de gemeentepolitiek en was tussen 1953 en 1958 burgemeester van Beersel. In juli 1953 stopte hij met 3 Fonteinen en zocht, bij gebrek aan een opvolger, een overnemer voor de zaak.
Gaston De Belder en zijn vrouw Raymonde Dedoncker die zich net in Beersel gevestigd hadden, besloten de zaak voort te zetten. De zaken gingen zo goed dat na 10 jaar uitbreiding noodzakelijk was en de zaak verhuisde naar de huidige locatie aan het Herman Teirlinckplein in het centrum van Beersel en het café werd ook een restaurant. Voor het steken (blenden) van de Oude Geuze 3 Fonteinen maakte hij gebruik van lambiek aangekocht bij Brouwerij Boon, Brouwerij Girardin en Brouwerij Lindemans.
In 1982 liet Gaston de zaak over aan zijn twee zonen Armand en Guido. In 1997 was Armand medeoprichter en werd eerste voorzitter van de Hoge Raad voor Ambachtelijke Lambiekbieren (HORAL) die met zijn tweejaarlijkse openbrouwerijdag Toer de Geuze de lambiekbieren promoot. In 1998 werd een tien hectoliter-brouwerij geïnstalleerd en in 1999 werd bij 3 Fonteinen voor het eerst zelf lambiek gebrouwen. Deze lambiek werd gemengd met de aangekochte lambiek van de andere brouwerijen. Sinds 2001 werd Beersel Blond, een bier van hoge gisting gebrouwen in De Proefbrouwerij te Hijfte in opdracht van 3 Fonteinen. Daarna volgde ook nog een bier van lage gisting Beersel Lager.

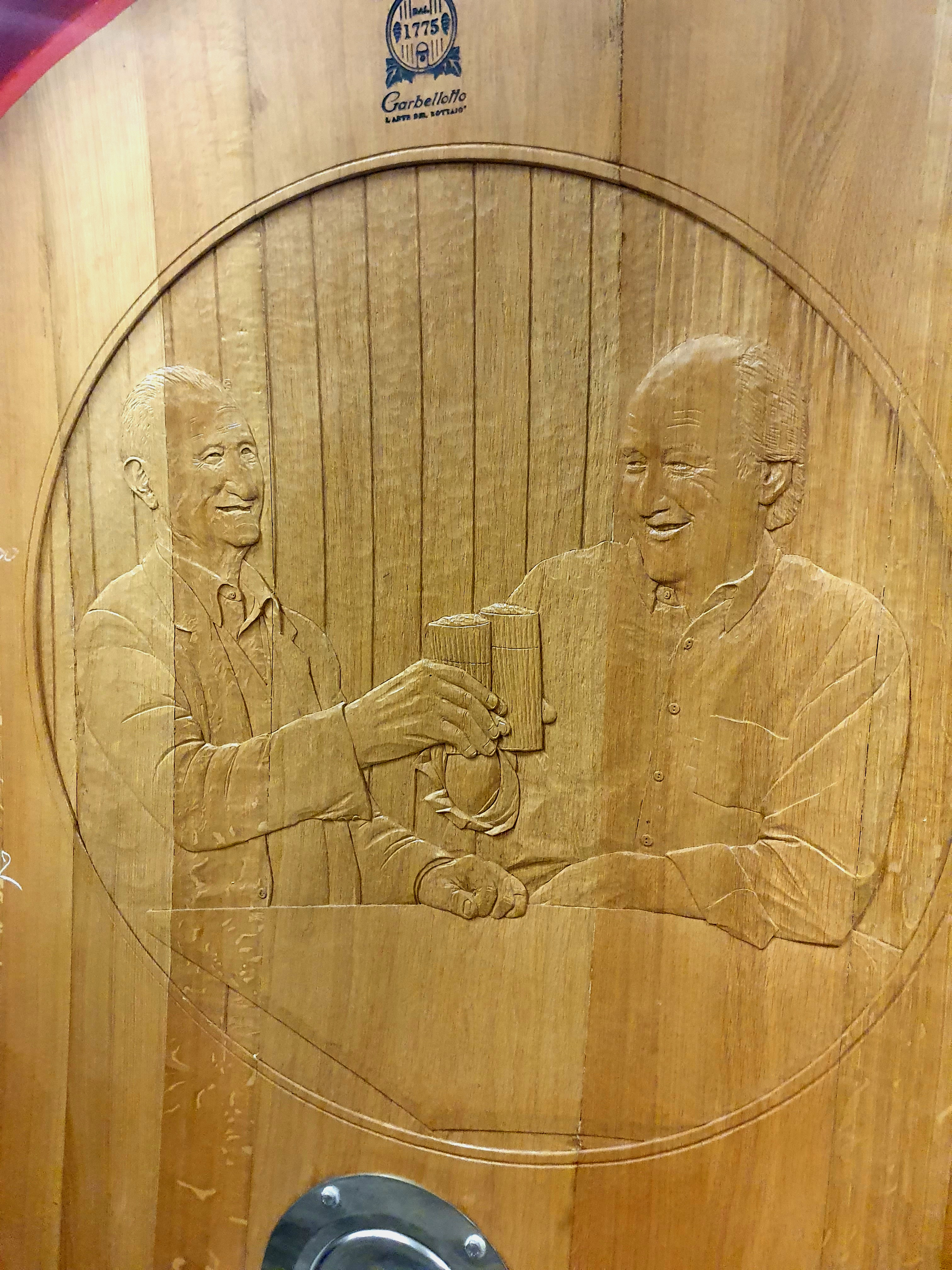
Vader Gaston en zoon Armand De Belder, afgebeeld op een 3 Fonteinen foeder-vat in Lot (2024)

Vanaf 2002 kwam er een opsplitsing tussen het café-restaurant, voortgezet door Guido (en zijn zoon Thomas), en de lambiekbrouwerij-geuzestekerij, gerund door Armand.
Door een defecte thermostaat in het pakhuis van Armand, ging in de nacht van 15 op 16 mei 2009 bijna de gehele voorraad geuze kapot. 5000 flessen waren kapot gesprongen en circa 80000 flessen geuze waren ondrinkbaar geworden. Deze flessen werden leeggegoten en de inhoud naar Distillerie de Biercé gebracht waar er Armand's Spirit van gestookt werd. In dezelfde periode verliep het huurcontract van de brouwerijinstallatie en werd deze verkocht. Wegens deze financiële tegenvaller kon de geplande aankoop van een nieuwe brouwerij niet meteen doorgaan. Het voorlopig laatste brouwsel dateerde van maart 2009.
Met Michaël Blanckaert vond De Belder een zakenpartner en opvolger. In het voorjaar 2012 werd een nieuwe brouwinstallatie geplaatst die vanaf oktober 2012 actief werd.
In 2016 opende de brouwerij het nieuw pakhuis "Lambik-O-droom" in de Beerselse deelgemeente Lot, waar hun activiteiten - opslag, botteling, verkoop en degustatieruimte - werden gecentraliseerd.
In 2019 verkocht Armand De Belder zijn aandelen in de brouwerij aan zijn drie mede-aandeelhouders - operationeel verantwoordelijke Michaël Blanckaert, CEO Werner Van Obberghen en stille vennoot Geert Duyck - en ging met pensioen. Hij overleed in maart 2022 op 70-jarige leeftijd aan de gevolgen van kanker.
Sinds 2018 organiseert 3 Fonteinen jaarlijks eind april het evenement "De Bespelingen van het Lot". Gedurende twee dagen serveren ze een reeks van experimentele brouwsels, vatrijpingen, fruitmaceraties en/of assemblages met een beperkte oplage.

## Vestigingen
- Brouwinstallatie, Hoogstraat 2, 1650 Beersel
- Lambik-O-droom, Molenstraat 47, 1651 Lot

## Teirlinck
Herman Teirlinck kwam in 1936 in Beersel wonen en vestigde zich met zijn literaire club in de herberg 3 Fonteinen. Hij had in 1912 deze artistieke en literaire club in Brussel gesticht met als doel de Vlaamse cultuur te bevorderen in de hoofdstad. Elke week kwam hij met zijn literaire vrienden samen om te discussiëren, geuze te drinken en te mijollen, een soort bakschieten. De bak waarop schrijvers als Maurice Roelants, Gerard Walschap, Karel Jonckheere, Ernest Claes, Julien Kuypers, Willem Pée, Bert Decorte, Raymond Brulez, Piet van Aken, Libera Carlier, en Hubert Van Herreweghen gespeeld zouden hebben, hangt nu nog steeds in de gelagzaal.

## Bieren

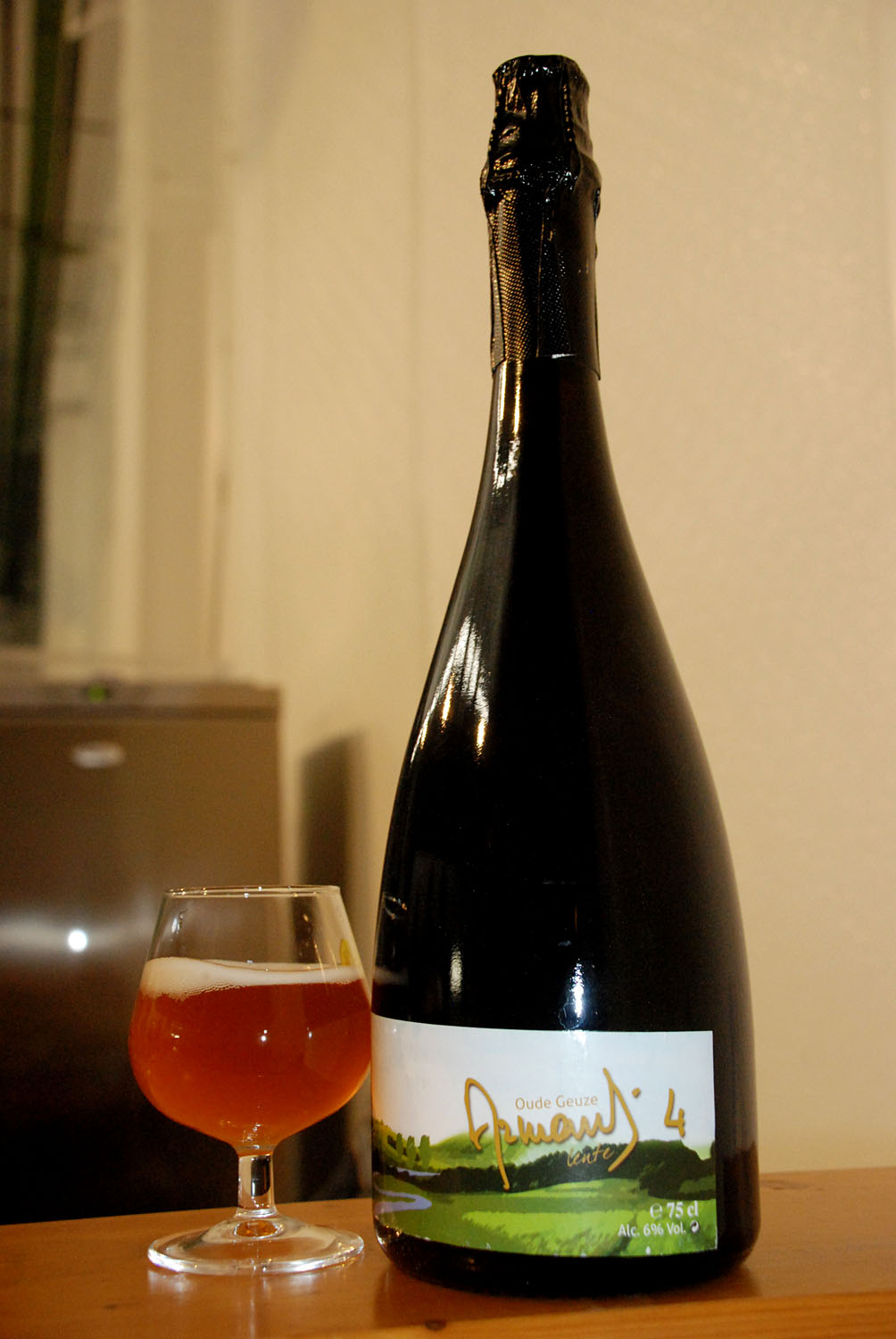
Armand's 4 Lente

### Spontane gisting
- Oude Geuze 3 Fonteinen
- Vintage Geuze 3 Fonteinen
- Oude Kriek 3 Fonteinen
- Schaarbeekse Oude Kriek 3 Fonteinen
- Doesjel
- Armand'4 Lente
- Armand'4 Zomer
- Armand'4 Herfst
- Armand'4 Winter
- Hommage
- Tuverbol
- Zenne Y Frontera
- Golden Blend
- Cuvée Armand & Gaston
- Cuvée Miel
- En diverse andere fruitbieren

### Gemengde gisting
- Zwet.be, zwart bier van gemengde gisting, enerzijds kultuurgist uit de Beersel Blond, anderzijds de lambiekgist

### Hoge gisting
- Beersel Blond, blond bier van 7%
- Beersel Blond Bio, de biologische versie

### Lage gisting
- Beersel Lager, een volmout lagerbier van lage gisting, 6%

## Eau de vie
- Armand's Spirit, een eau de vie van Oude Geuze, met een alcoholpercentage van 40%